# Gloriosae Dominae

Stemma di Papa Benedetto XIV

Gloriosae Dominae è una Lettera Apostolica di Papa Benedetto XIV pubblicata il 27 settembre 1748.
In questa Lettera Apostolica Papa Benedetto XIV chiama la Beata Vergine Maria "Regina del cielo e della terra", affermando che Dio, il Sommo Re , le ha in qualche modo comunicato il suo proprio impero. Questa lettera apostolica è citata nell'enciclica Ad Caeli Reginam del 1954 di Papa Pio XII.
Questo documento viene spesso definito "la Bolla d'Oro", poiché il sigillo era d'oro anziché del solito piombo.